# Антиох IV (Комагена)
Вижте пояснителната страница за други личности с името Антиох.
Антиох IV Комагенски или Гай Юлий Антиох IV Епифан (на латински: Gaius Julius Antiochos IV. Epiphanes; Antiochos IV. Epiphanes; Antiochos IV. von Kommagene; на старогръцки: Γαίος Ιούλιος Αντίοχος Επιφανής) е последният цар на Комагена, който управлява между 38 и 72 г. Антиох е васалски крал на Римската империя.

## Биография
Той е син на Антиох III Комагенски и арменско-гръцко-мидийската принцеса Йотапа.
Антиох IV се жени за сестра си Йотапа. Между 17 и 38 г. получава римско гражданство от Тиберий и живее със сестра си в Рим в двора на Антония Млада. През 38 г. той получава от Калигула, внука на Антония, своето царство обратно и брегови части от Киликия. Калигула му дава и всичките доходи от 20-те години, когато Комагена е била римска провинция. Приятелството му с Клигула се разваля и той е сменен. Получава царството си обратно през 41 г., когато Клавдий става император.
Антиох IV сгодява синът си Гай Юний Антиох Епифан през 43 г. за Друзила (дъщеря на Ирод Агрипа I), но Гай не се обрязва и годежът му е развален. Освен Гай той има с Йотапа още две деца, Калиник и Йотапа.
През 59 г. той служи при генерал Гней Домиций Корбулон против арменския крал Тиридат I, брат на Вологаз I (владетелят на Партското царство).
През 72 г. е обвинен от Луций Юний Цезений Пет (управител на Сирия) в конспирация с партите против Римската империя. Той е смъкнат след 34 години царуване. Комагена след това е присъединена към провинция Сирия. Децата Епифан и Калиник бягат в Партия и в Рим, а той отива в Лакония (Lakedaimōn) в Спарта и след това в Рим, където живее при сина си и се ползвал с добро име.
Неговият първороден син е Гай Юний Антиох Епифан се жени за египетската гъркиня Клавдия Капитолина и е баща на прочутия атински гражданин Гай Юлий Филопап и Юлия Балбила.